# Radio-televizija Vojvodine

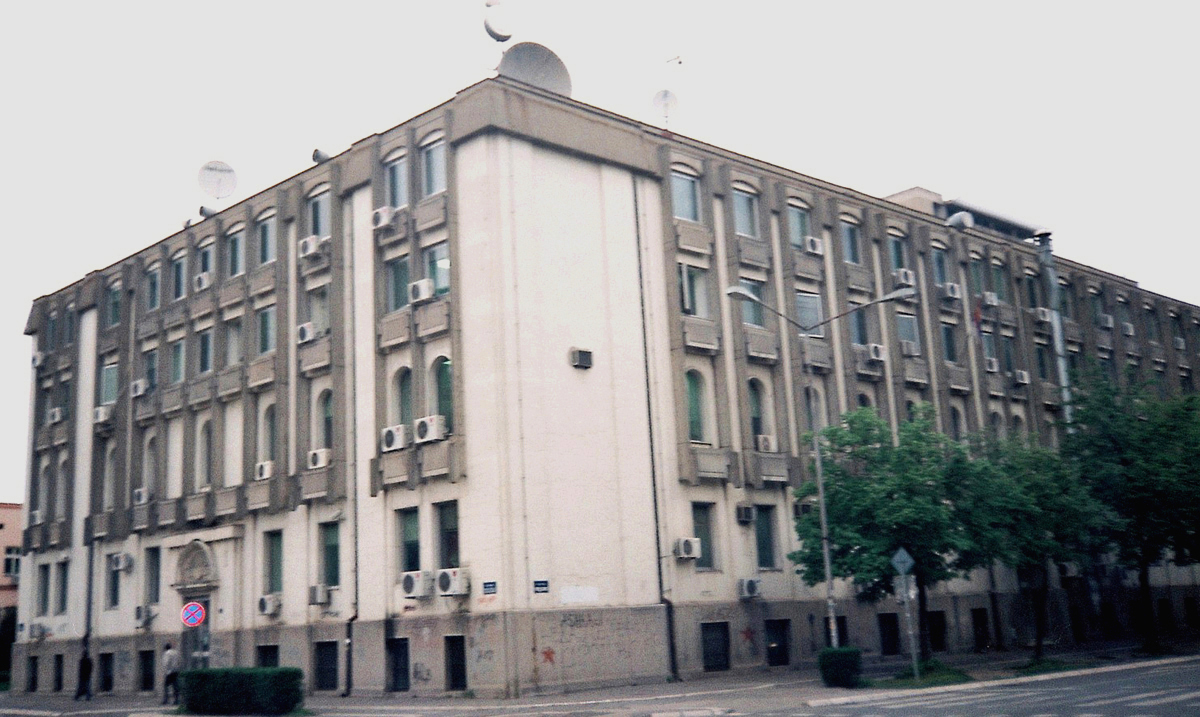

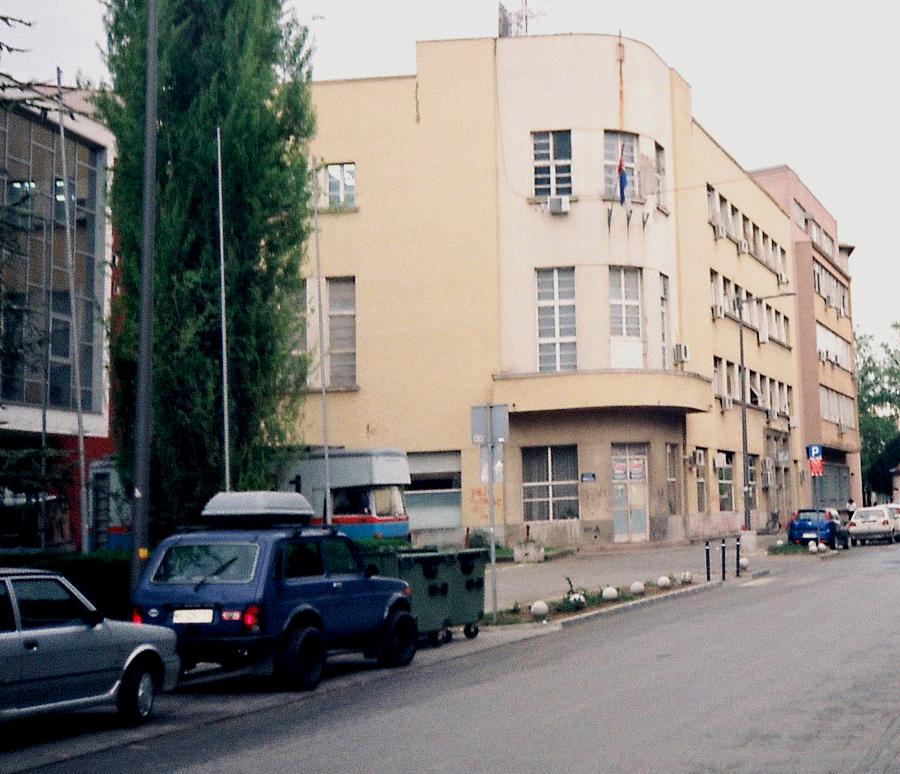

Radio-televizija Vojvodine (serbiska: Радио-телевизија Војводине) är ett public service-bolag för radio och TV i Vojvodina, Serbien.